# Pokhariya (Parsa)
Pokhariya – gaun wikas samiti w środkowej części Nepalu w strefie Narajani w dystrykcie Parsa. Według nepalskiego spisu powszechnego z 2001 roku liczył on 902 gospodarstw domowych i 6102 mieszkańców (2888 kobiet i 3214 mężczyzn).